# Churchill (Hudsonbaai)
De Churchill is een rivier in het midden van Canada. De rivier mondt bij de stad Churchill uit in de Hudsonbaai. De rivier is genoemd naar John Churchill, de toenmalige gouverneur van de Hudson's Bay Company (1685-1691).
Van bron tot monding legt de rivier 1.609 km af (ongeveer 1.000 mijl).
- Gemeinsame Normdatei: 4213574-6
- Nationale Bibliotheek van Israël: 987007286583205171
- Virtual International Authority File: 7537151837997920520004